# معبد کلابشه

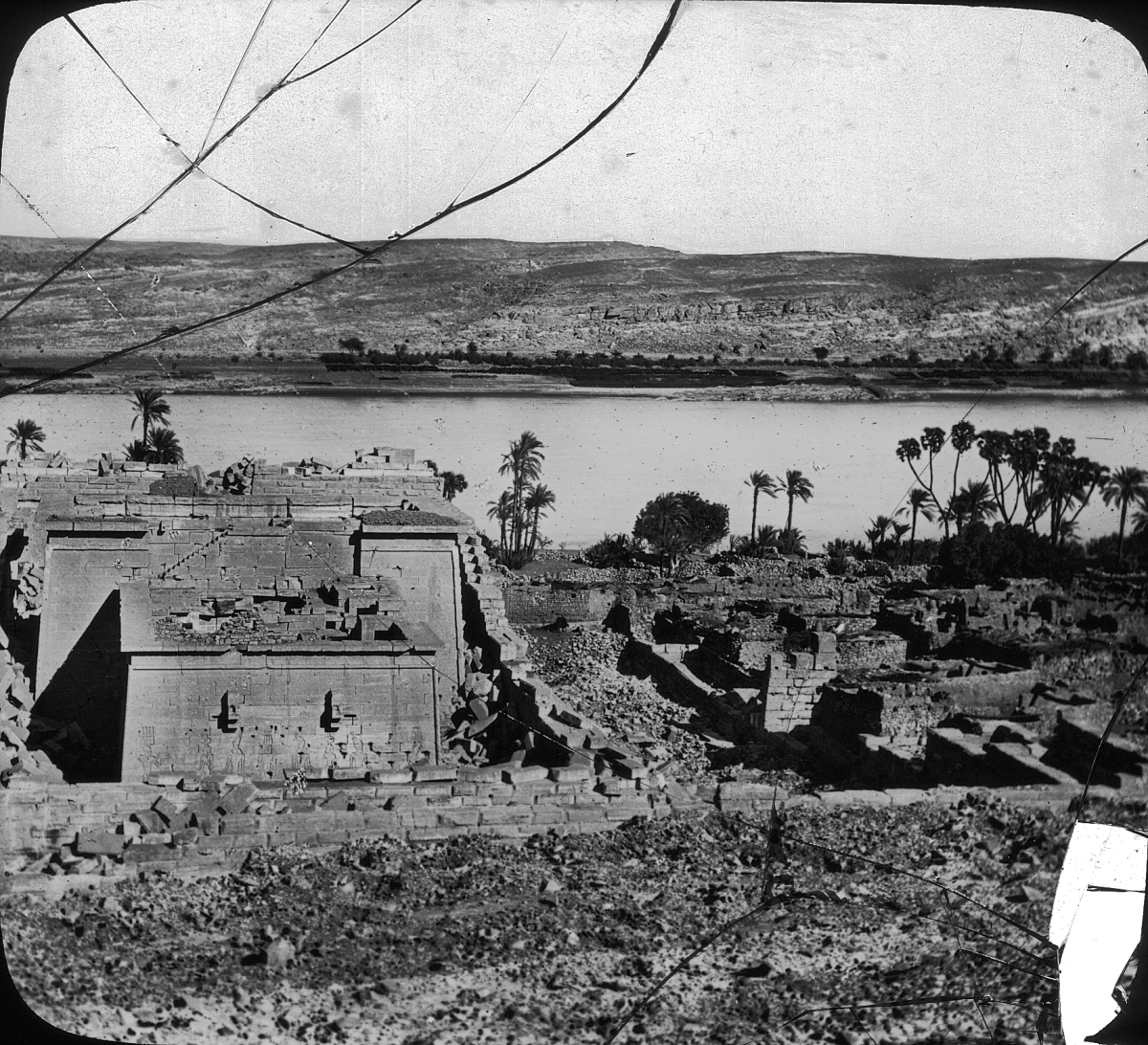
مصر- معبد کلابشه- آرشیو موزه بروکلین

معبد کلابشه (عربی: معبد كلابشة) به معبد ماندولیس نیز شهرت دارد و شناخته می‌شود و یک معبد مصری قدیمی است که موقعیت اصلی آن در دروازه کلابشه در ۵۰ کیلومتری جنوب اسوان قرار دارد. این معبد در کرانه غربی رود نیل قرار دارد.

## تاریخچه
ساختمان این معبد تقریباً ۳۰ سال قبل از میلاد در زمانی که رومیها بر مصر حاکم بودند تمام شده‌است. این معبد برای پرستش الهه بانو ماندولیس الهه خورشید در نزد نوبیین اختصاص داشته‌است. کار ساختن این معبد بر روی خرابه‌های یک معبد مربوط به ملک امنحوتب سوم آغاز شد و در زمان امپراتور اگستس ساختن این معبد آغاز شد ولی در زمان حکومت وی به پایان نرسید. ابعاد معبد بالغ بر ۷۶ متر طول و ۲۲ متر عرض می‌شد. علی‌رغم اینکه این معبد در زمان و دوره رومی‌ها ساخته شده‌است، علاوه بر اینکه دارای یک سری نقاشی‌هایی در رابطه با الهه حورس روی دیوار داخلی معبد است دارای یک نردبان می‌باشد که به پشت بام می‌رود، پشت‌بام بر منظره باز معبد و دریاچه ناصر آن مشرف می‌باشد. در این معبد همچنین نوشته‌های تاریخی زیادی روی دیواره‌های معبد می‌توان مشاهده کرد منجمله فرامین فرمانده و رهبر رومی اورلیوس بیساریون در سال ۲۵۰ میلادی که در این فرامین دستور داده‌است که وارد شدن خوک به معبد ممنوع می‌باشد. همچنین نوشته‌های پادشاه النوبی سیلکو پادشاه مسیحی مملکت نوباتیا که در آن‌ها به پیروزیهای خودش بر بلمیس اشاره کرده‌است و خودش را به صورت یک سرباز رومی برپشت یک فارس تصویر کرده‌است.

## پروژه جابجایی
زمانی که مسیحیت به مصر وارد شد از معبد به عنوان یک کلیسا استفاده نمود. حکومت آلمان زمانی که داشت سد بزرگ و بلند را در مصر می‌ساخت برای اینکه این معبد غرق نشود آن را از محل خودش جابجا نمود. موقعیت جدید معبد در جنوب سد قرار دارد. عملیات جابجایی این معبد دو سال به طول انجامید. این معبد دومین معبد بزرگ از آثار باقی‌مانده از النوبه (بعد از معبد ابو سمبل) است که جابجایی آن کامل انجام شده‌است. با اینکه این معبد تکمیل نشده‌است ولی کماکان این معبد یکی از بهترین نمونه‌های معماری و ساختمان سازی مصریهای قدیم در النوبه می‌باشد.

## نگارخانه

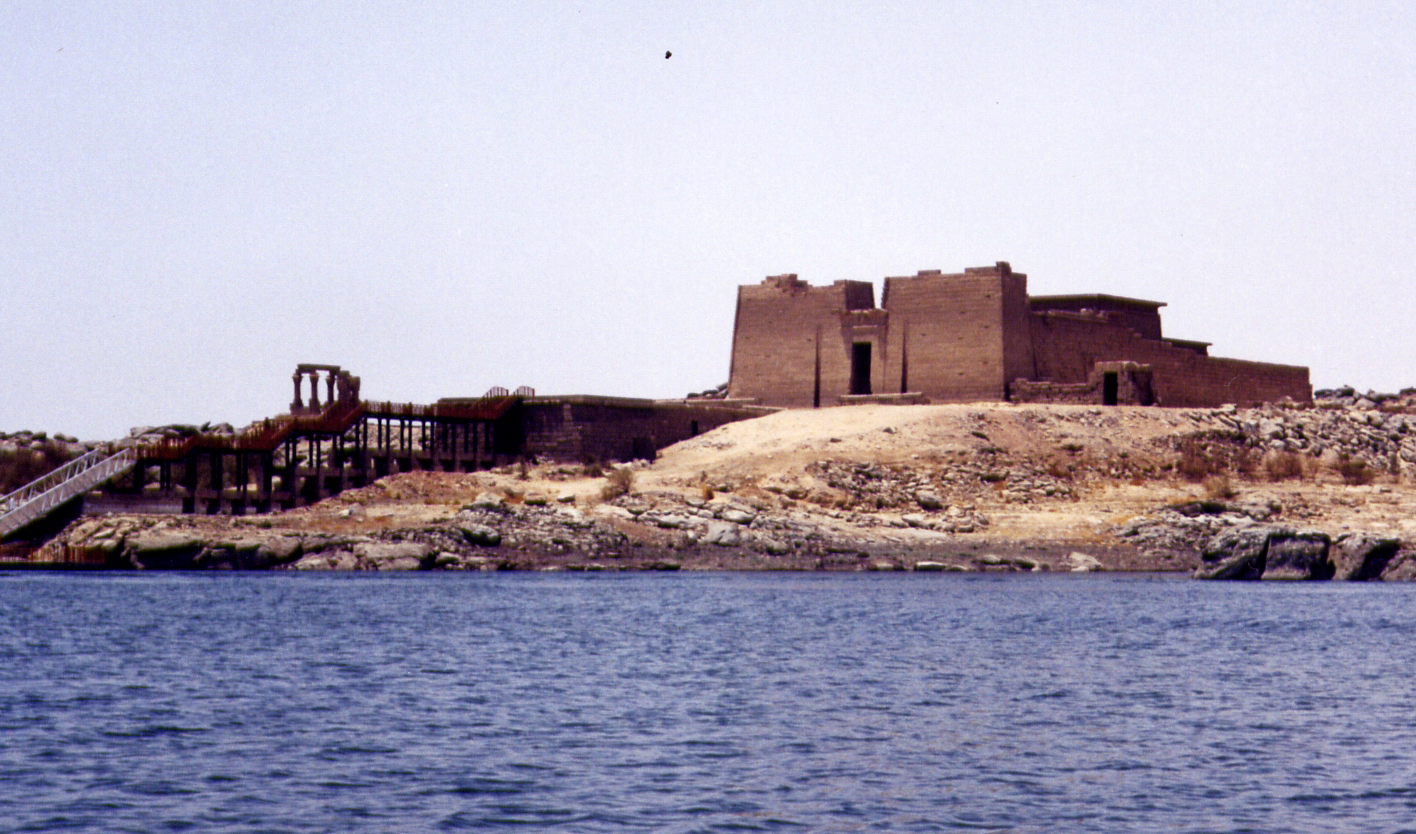
معبد کلابشه
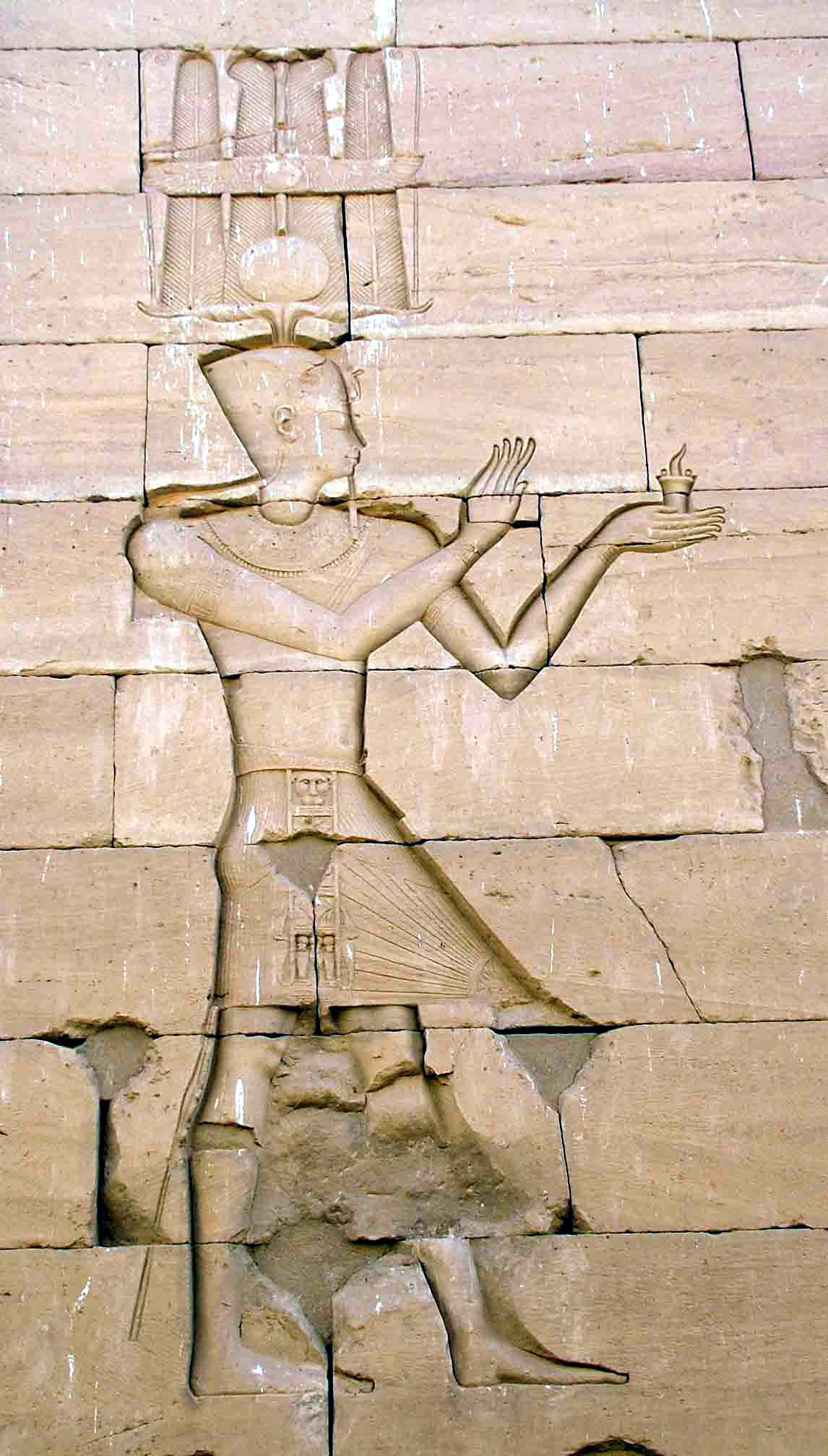
تسکین آگوستوس در کلابشه
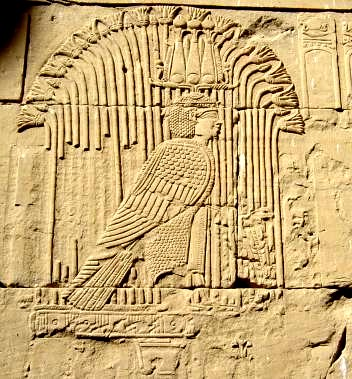
خدای نوبی ماندولیس از معبد کلابشا
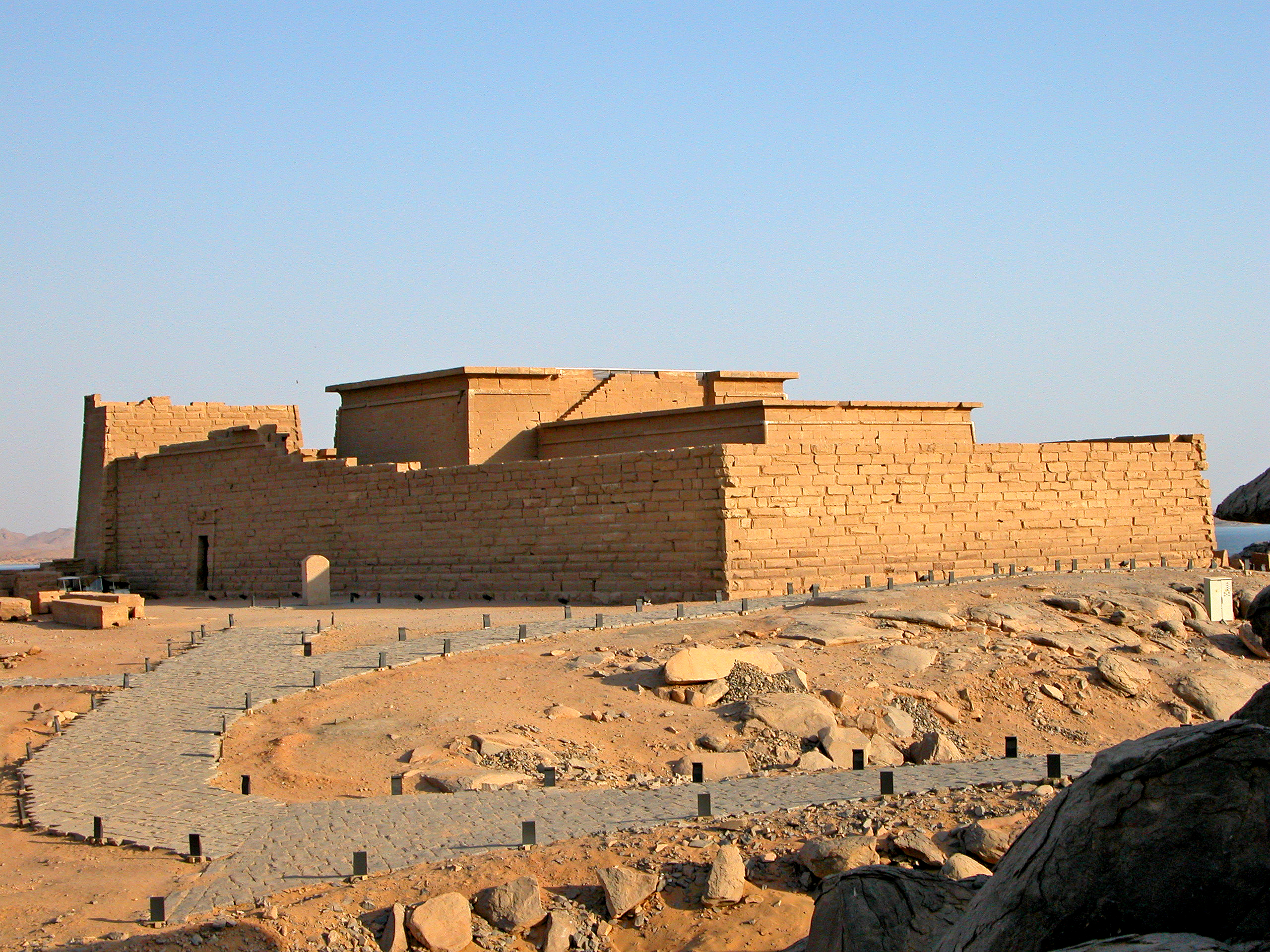
معبد کلابشا
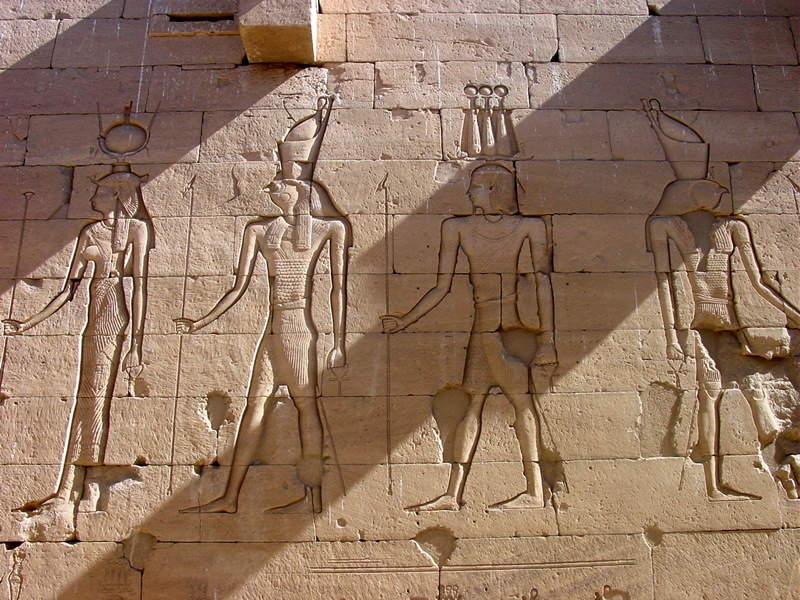
نقش برجسته از معبد کلابشا
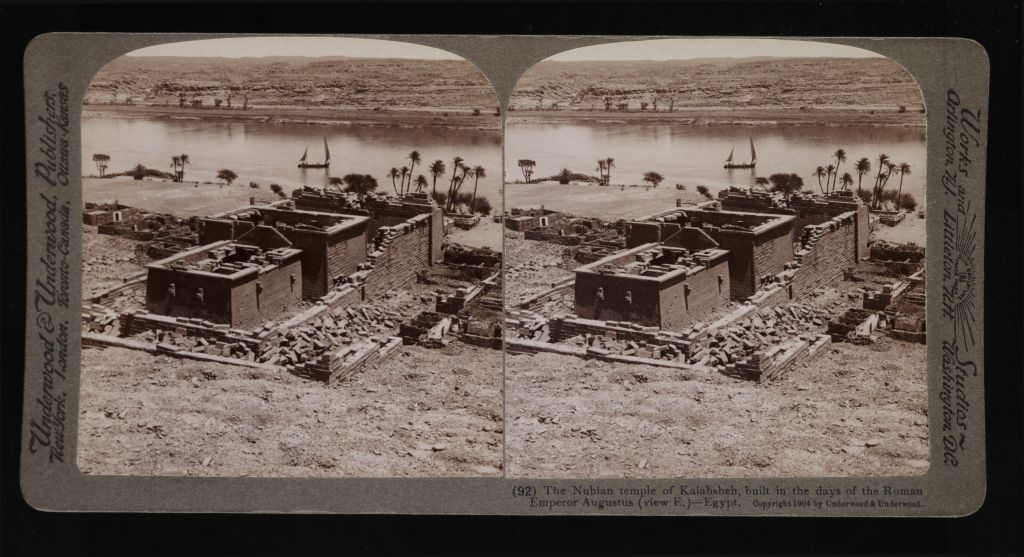
معبد نوبی کلابشه
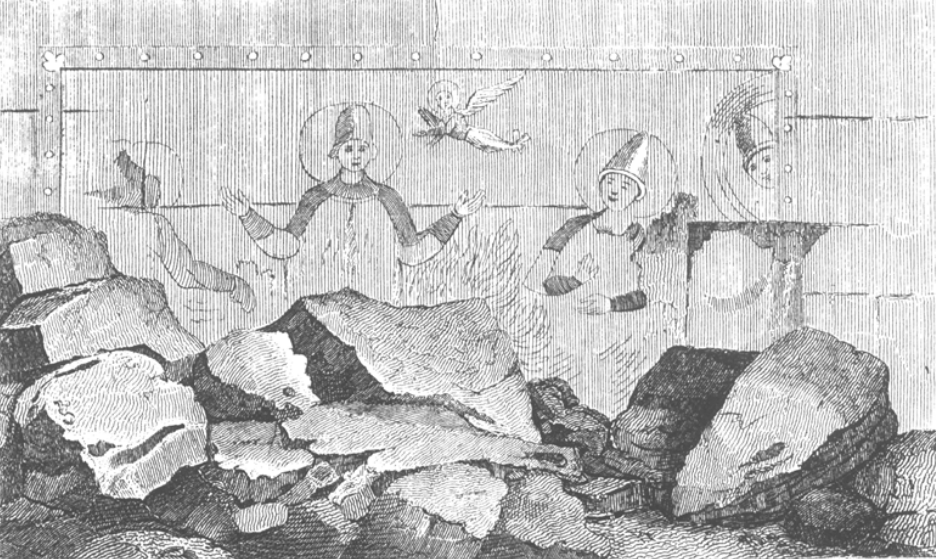
نقاشی دیواری، مسیحی گم شده‌است
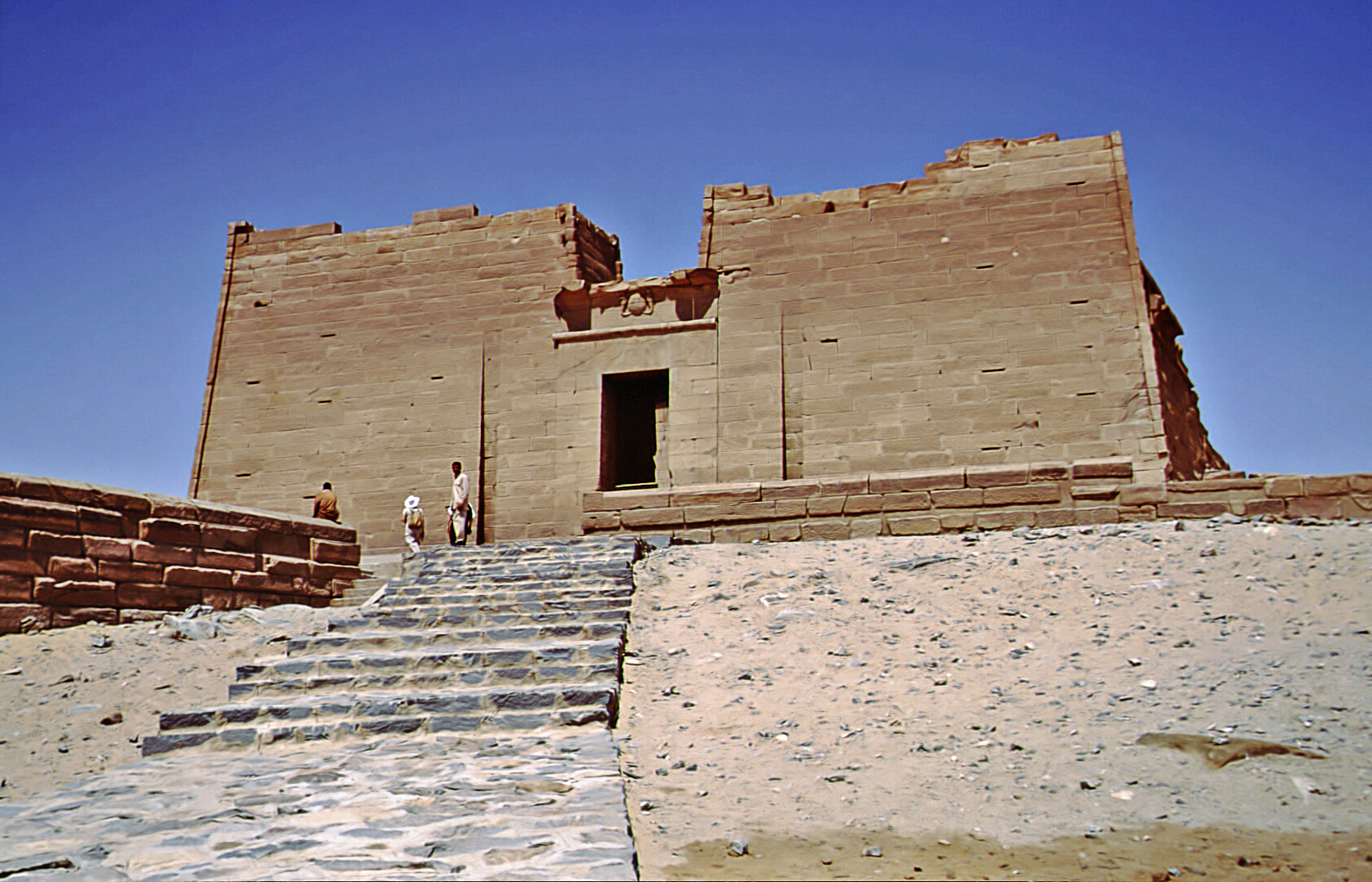
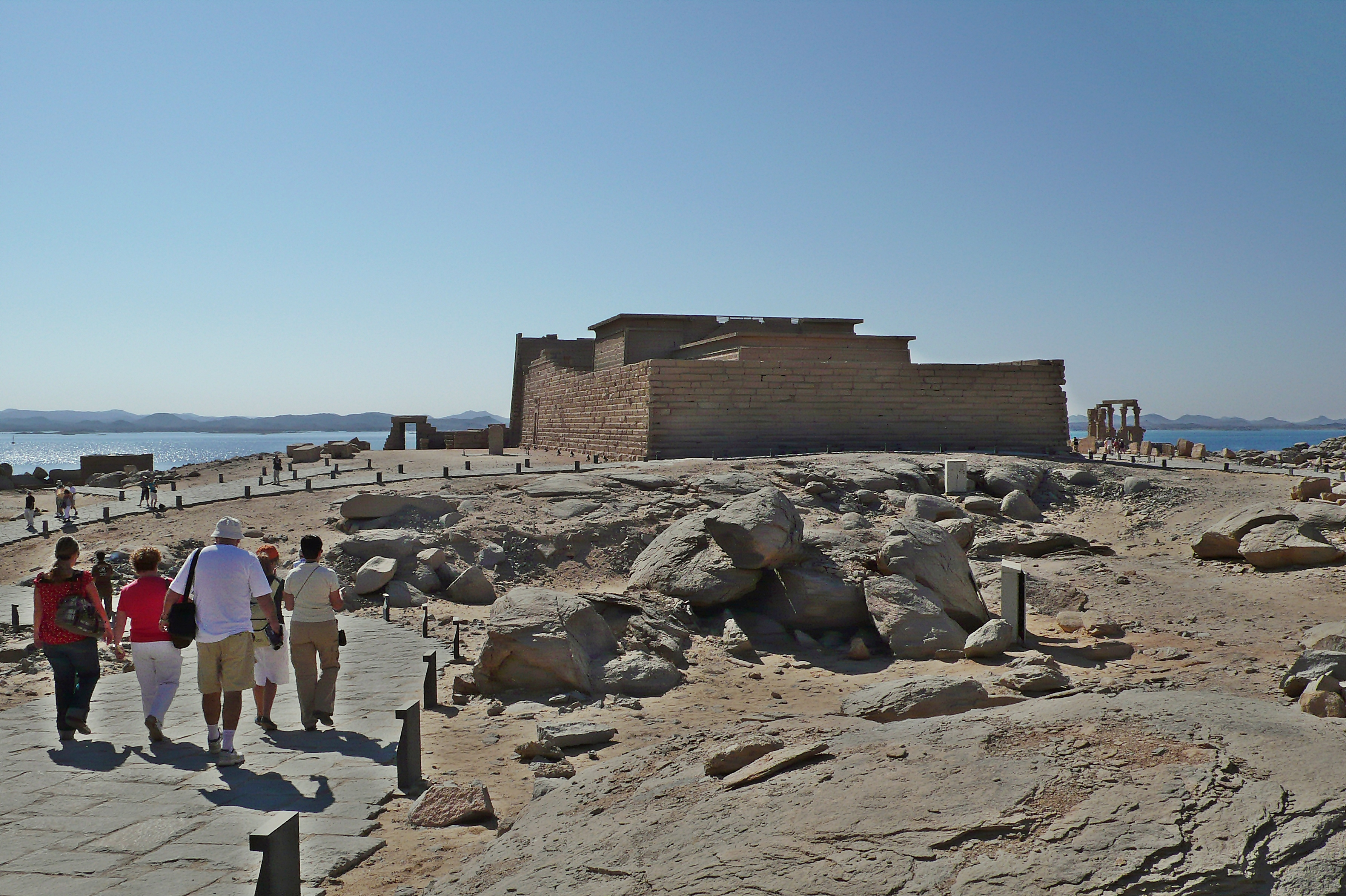
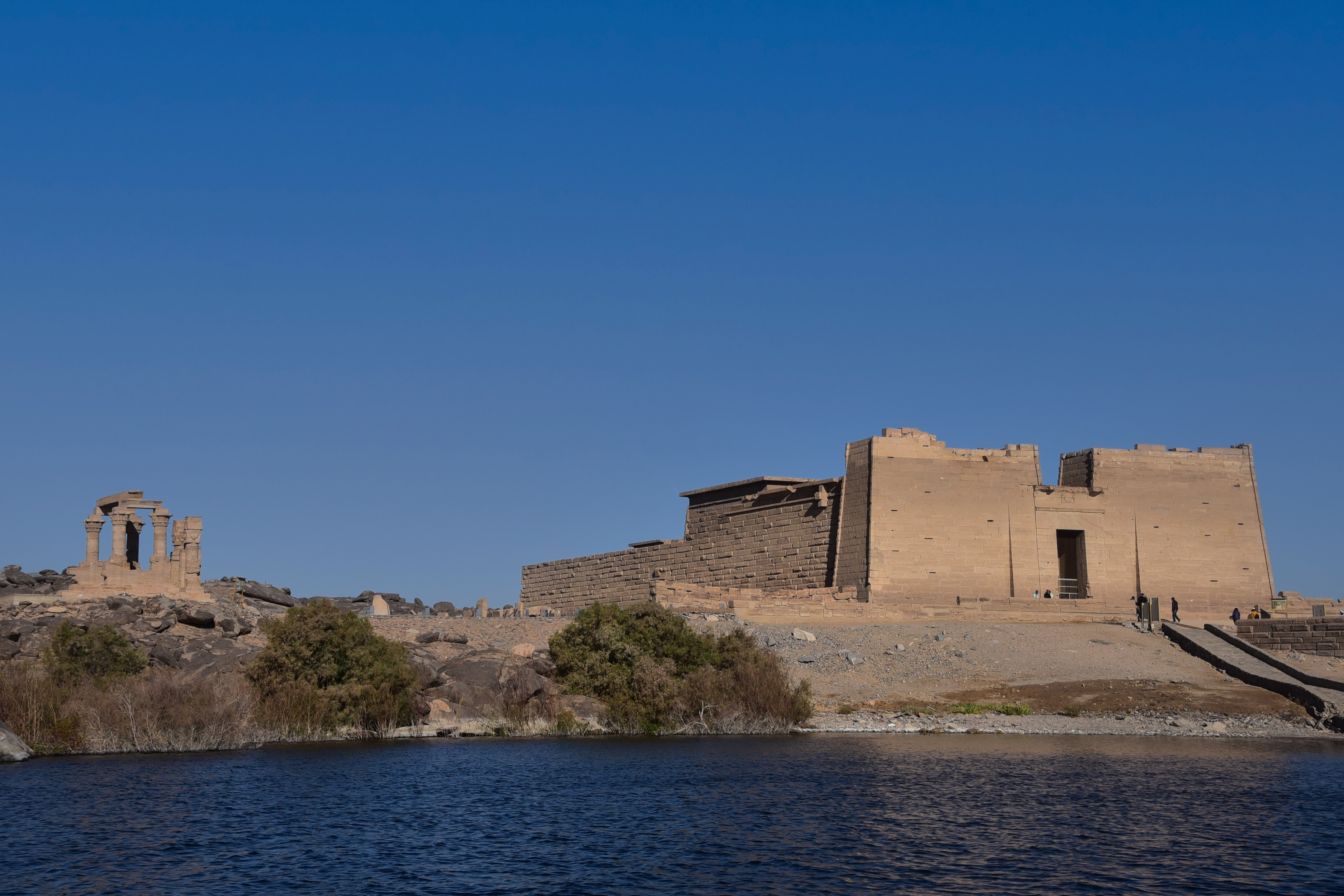
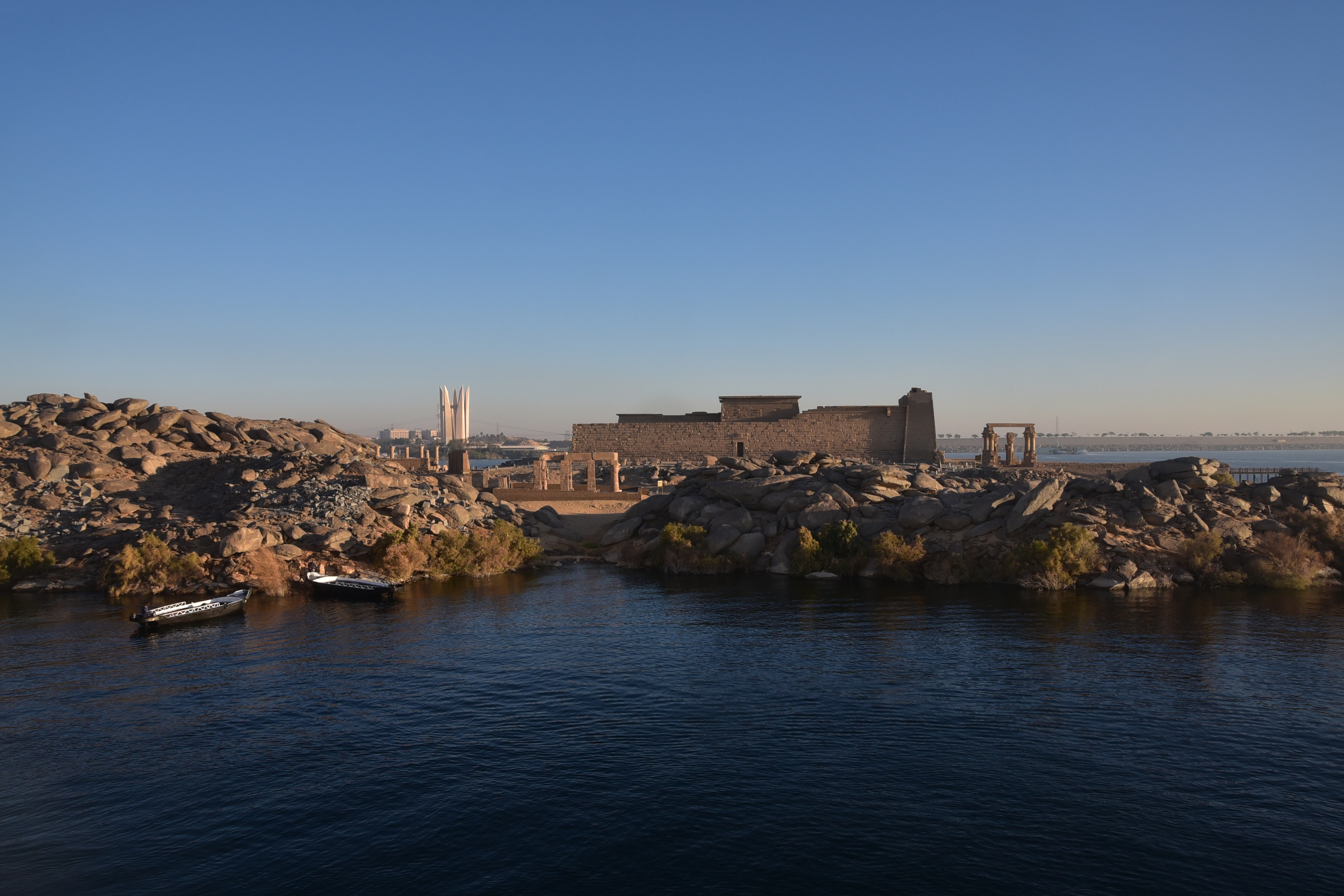
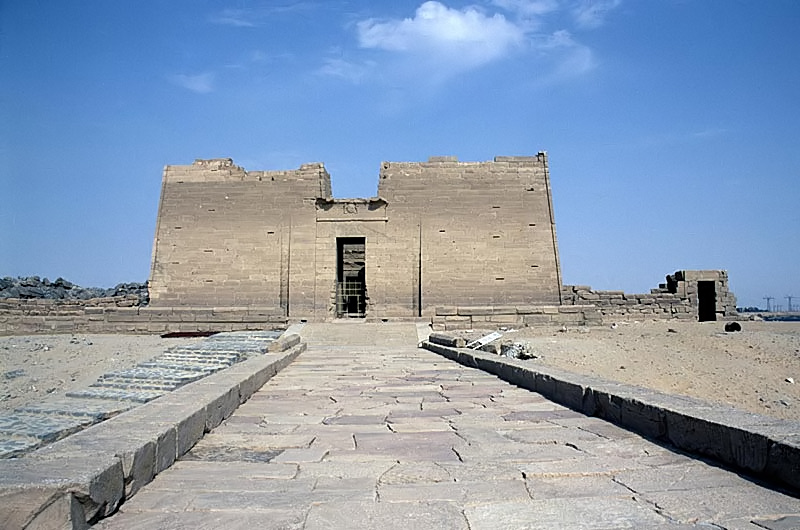
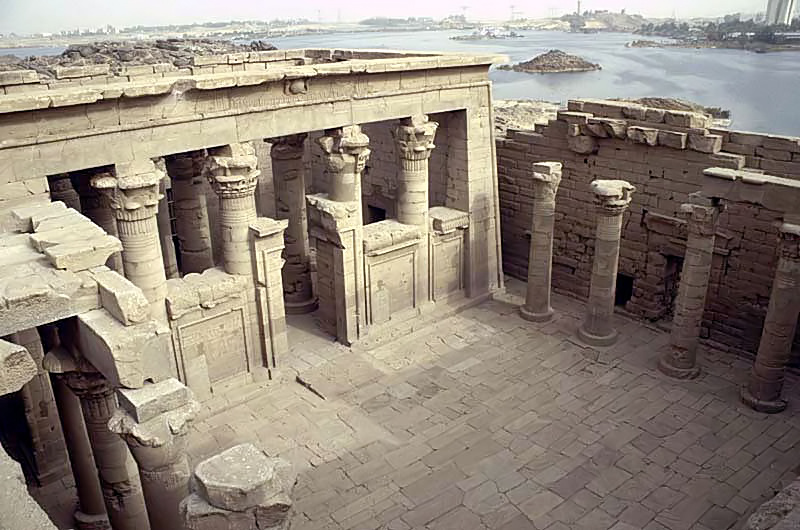
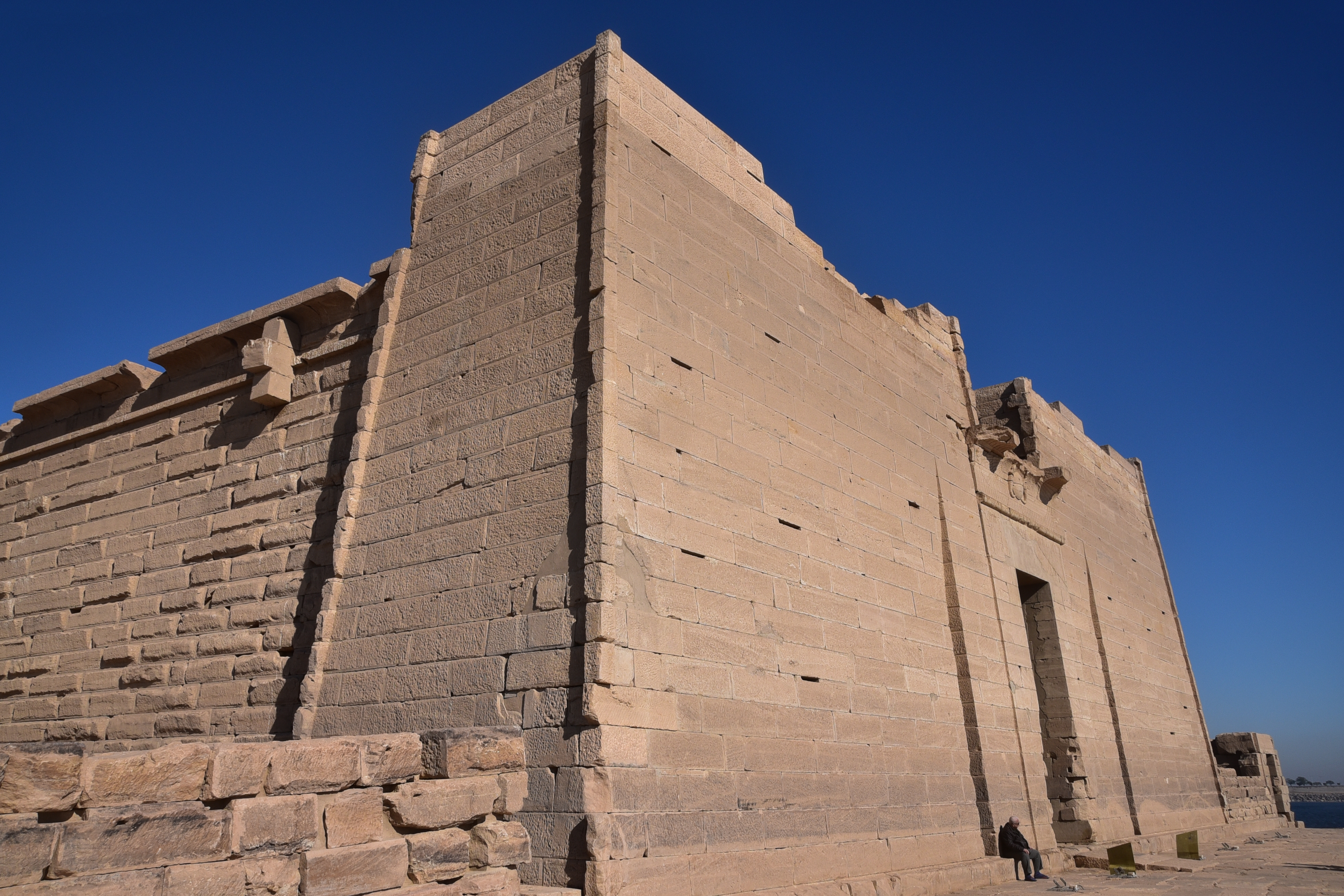
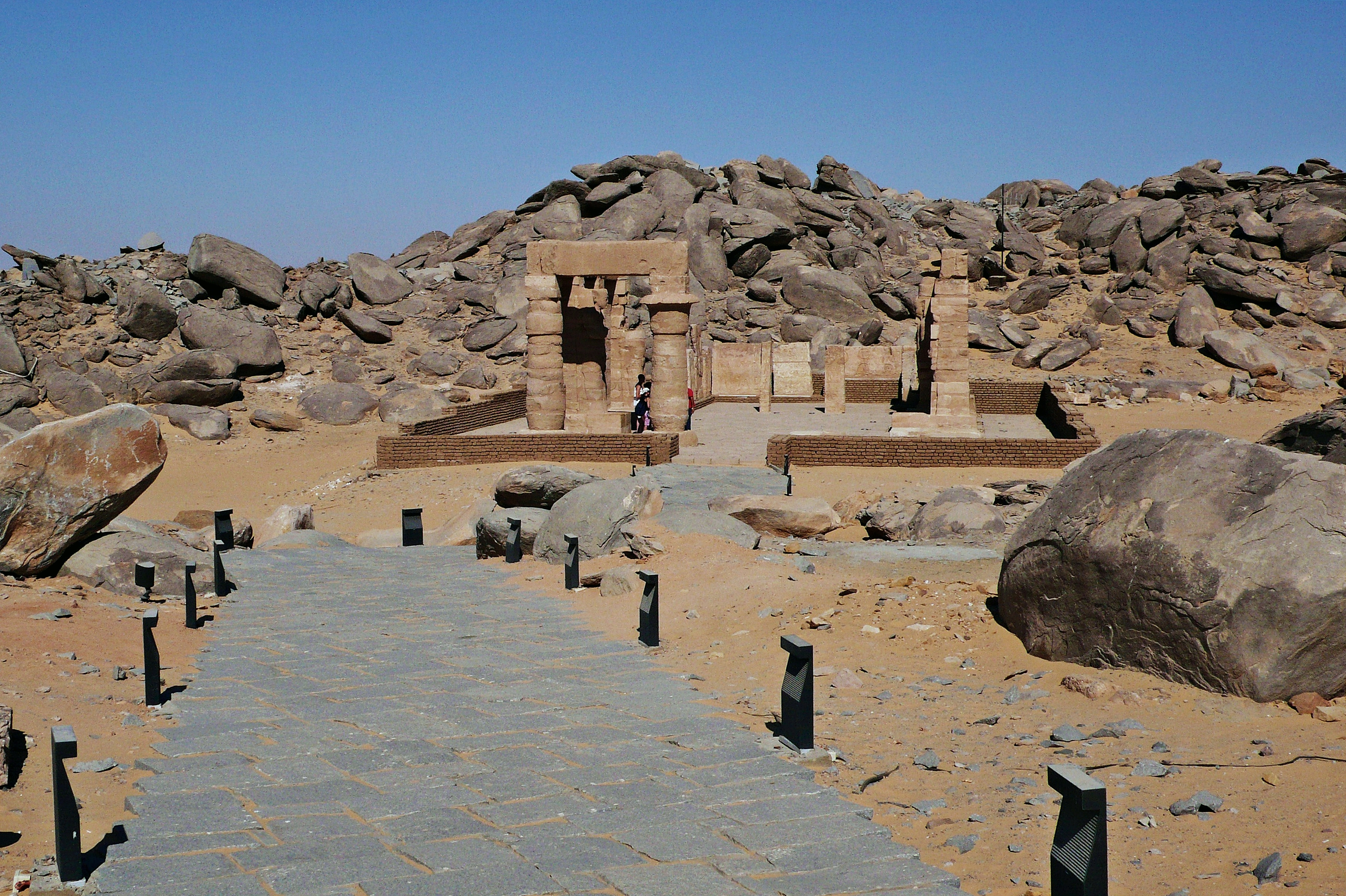
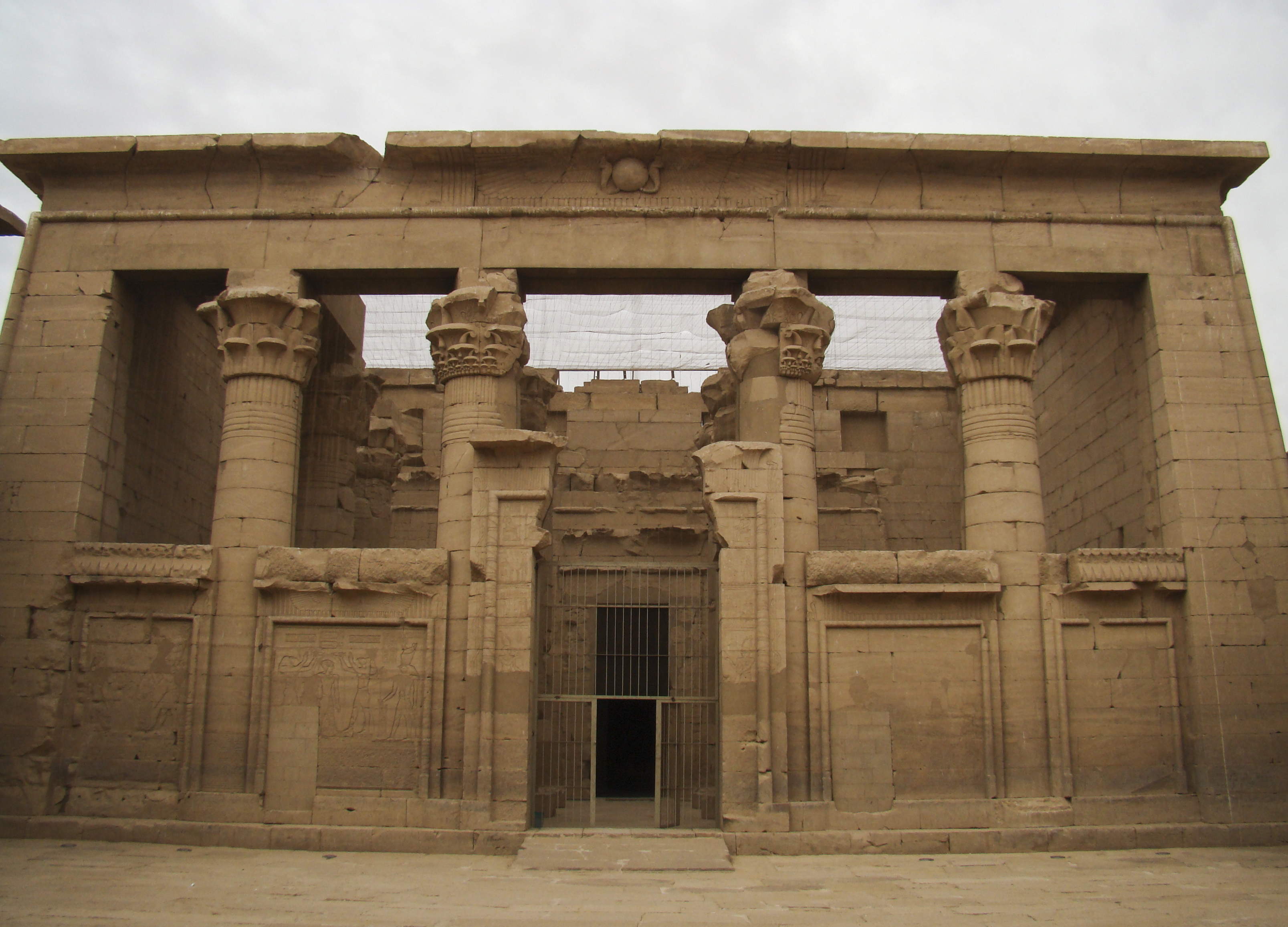
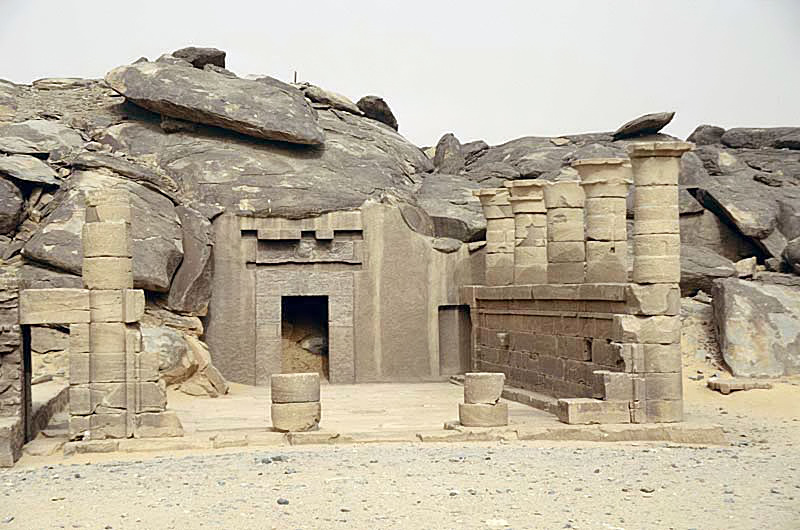
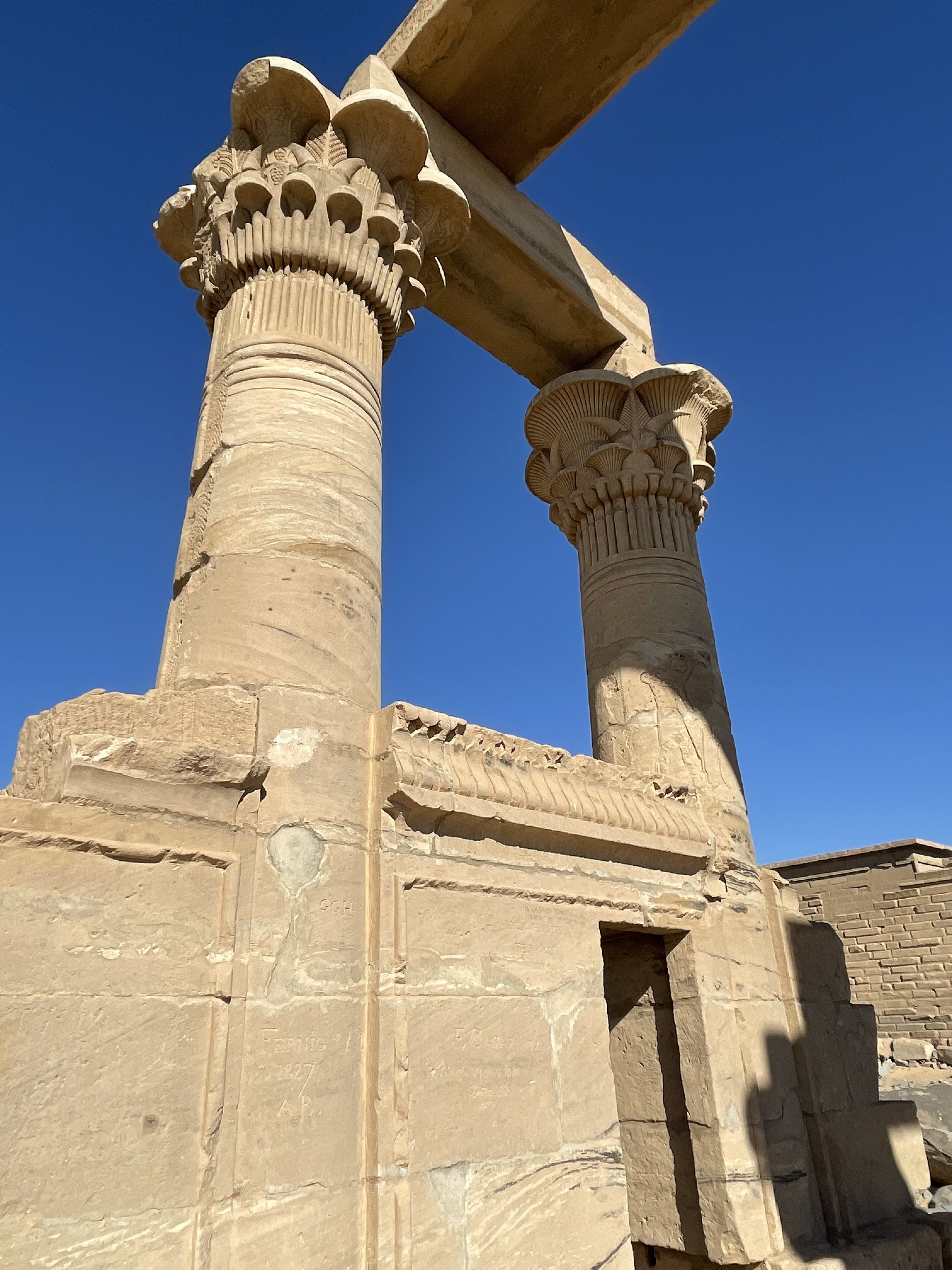
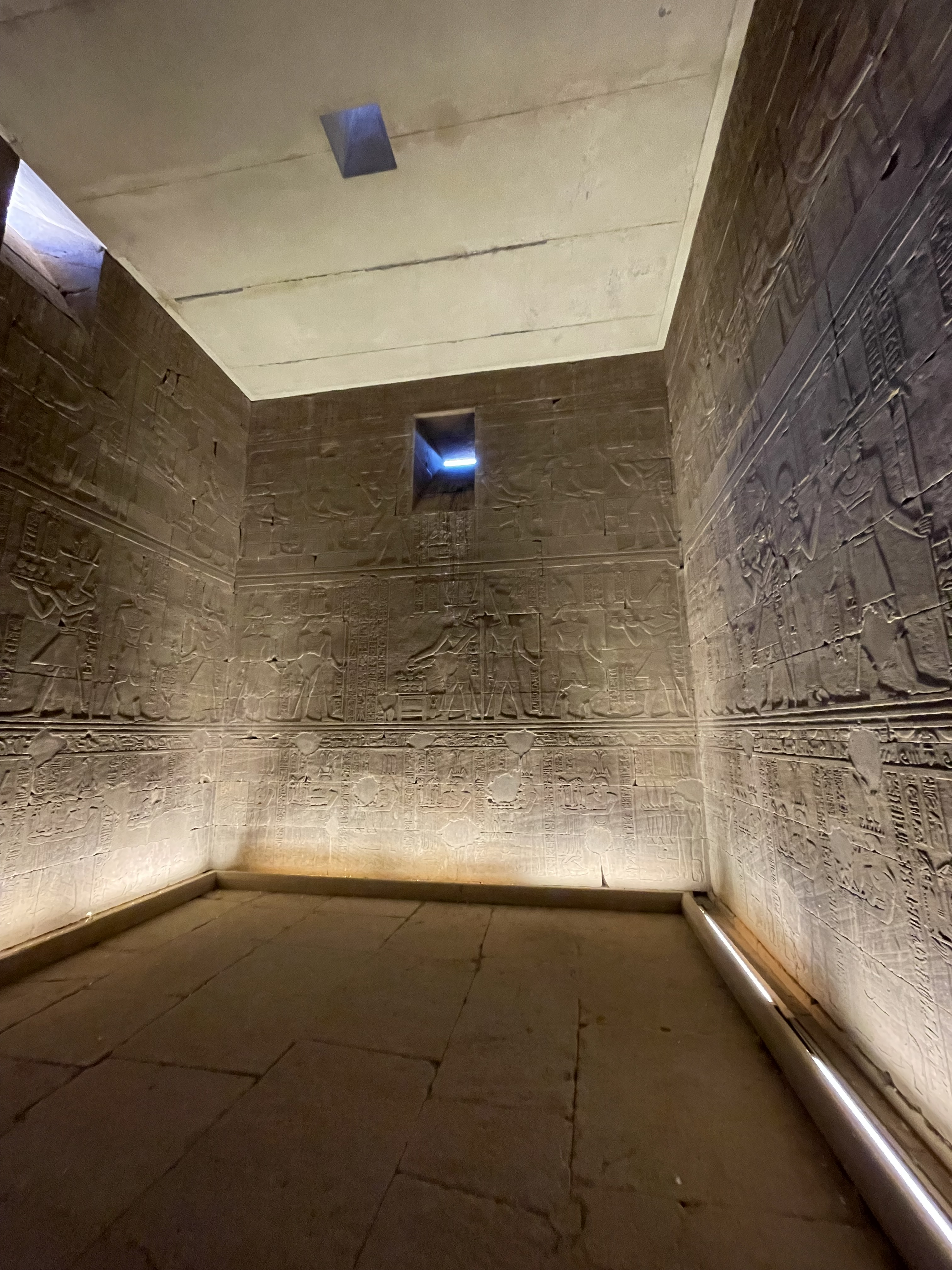
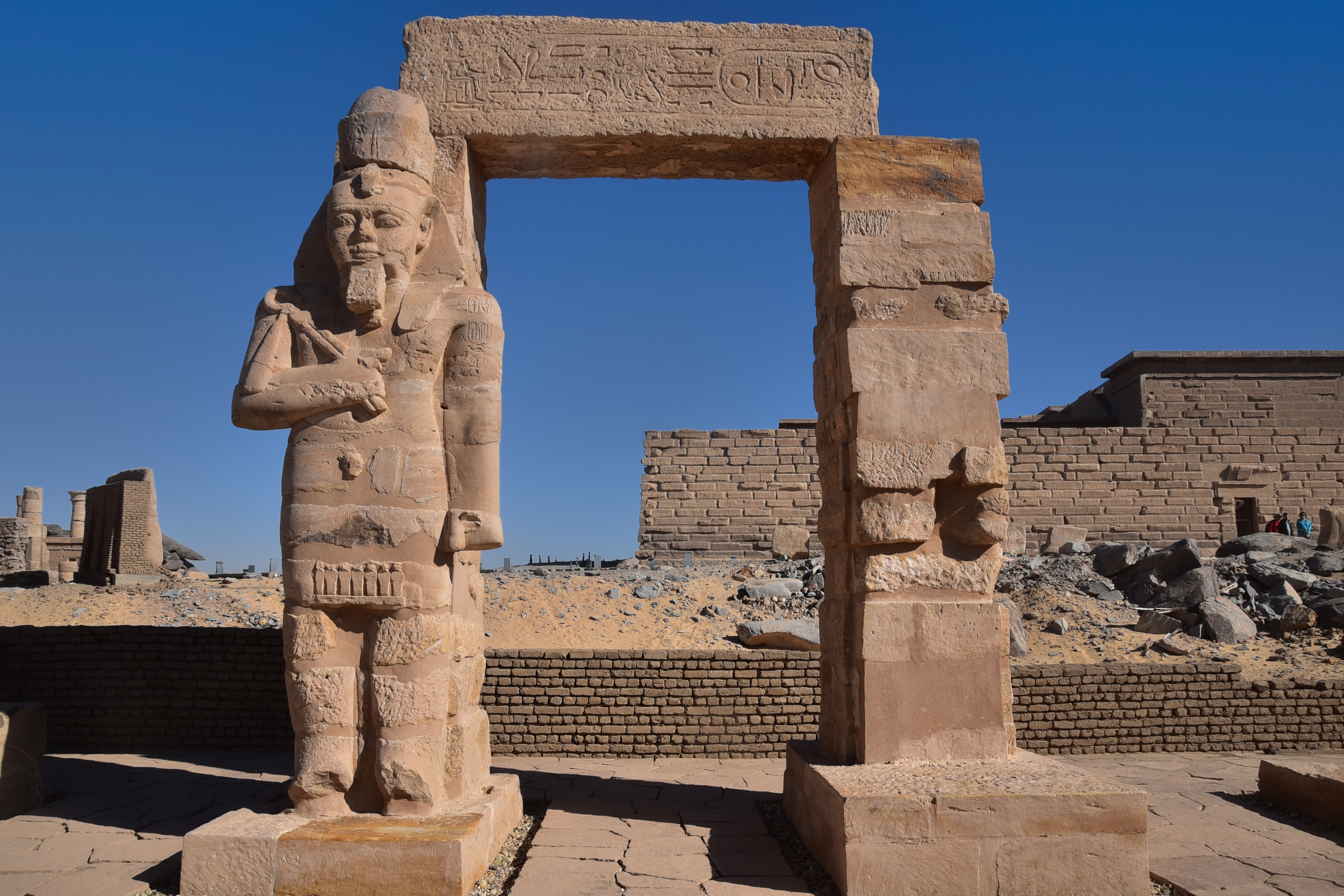